# Psychotria silhetensis
Psychotria silhetensis är en måreväxtart som beskrevs av Joseph Dalton Hooker. Psychotria silhetensis ingår i släktet Psychotria och familjen måreväxter.

## Underarter
Arten delas in i följande underarter:
- P. s. silhetensis
- P. s. tomentosa